# Termometria
Termometria é a parte da termologia voltada para o estudo da temperatura, dos termômetros e das escalas termométricas.

## Conceito intuitivo
Apenas com o tato é possível perceber se um objeto está mais quente ou mais frio que outro corpo tomado como referência. Essa noção de quente e frio está intimamente relacionada com o grau de agitação das partículas constituintes do corpo. A grandeza física que permite dizer se algo está quente ou esquentando, frio ou esfriando é a temperatura. A temperatura é a grandeza associada à energia cinética média das moléculas de um corpo.

## Equilíbrio térmico
Quando corpos de diferentes temperaturas são colocados em contato um com os outros, se não houver influência do meio externo, estes passarão a ter a mesma temperatura final. Ou seja, quando colocamos dois corpos em contato (isolados das influências do meio externo) com diferentes temperaturas iniciais, após um certo intervalo de tempo, eles atingirão o equilíbrio térmico e possuirão uma mesma temperatura final. 

## Medida de temperatura
Quando a temperatura de um corpo muda, algumas propriedades desse corpo se modificam. Por exemplo:
- Quando aquecemos um líquido, o volume deste líquido aumenta.
- Quando aquecemos uma barra de metal, o comprimento desta barra aumenta.
- Quando aquecemos um fio elétrico, a resistência deste fio elétrico aumenta.
- Quando aquecemos um gás confinado, a pressão deste gás confinado aumenta.

Podemos usar estas propriedades para criar uma ferramenta capaz de medir a temperatura de um corpo, colocando um destes tipos de material em contato com o corpo. O nome desta ferramenta usada para medir a temperatura de um corpo é termômetro.
Existem vários tipos de termômetros que usam diversas propriedades físicas da matéria para medir a temperatura, por exemplo: Termômetro Clínico, Termômetro de Cristal Líquido, Termômetro a Álcool, Termômetro a Gás, Termômetro de Radiação, Pirômetro Óptico, Termômetro Digital, entre outros.
O tipo mais comum de termômetro que existe é o termômetro de mercúrio, que consiste em um bulbo (recipiente) ligado a um tubo capilar. No interior deste bulbo, existe uma certa quantidade de mercúrio. Quando colocamos este termômetro em contato com um corpo mais quente, o mercúrio vai se aquecer e dilatar, então a altura de mercúrio no tubo capilar vai aumentar até parar, quando o mercúrio entra em equilíbrio térmico com o corpo. Cada altura da coluna de mercúrio no tubo capilar corresponde a uma temperatura.
Para determinar a escala de temperatura, colocamos o termômetro na água e gelo em equilíbrio térmico (sempre à pressão de 1 atm), esperamos o mercúrio entrar em equilíbrio térmico com o gelo em fusão, então o mercúrio para. Chamamos este ponto, onde o mercúrio se estabilizou de Primeiro Ponto Fixo Fundamental. Depois colocamos o termômetro em contato com água em ebulição, quando o mercúrio entrar em equilíbrio térmico com a água e vapor, marcamos o Segundo Ponto Fixo Fundamental. Entre estes pontos, dividimos a altura do tubo capilar em partes iguais, montando assim, uma escala termométrica, onde cada altura corresponderá a uma temperatura. 

## Escalas termométricas
Existem várias escalas termométricas, que foram criadas por vários cientistas em situações diferentes. Mas existem três escalas que são as mais utilizadas:

### Escala Celsius
Escala Celsius- É uma escala usada na maioria dos países de opção para uso popular, anteriormente chamada de escala centígrada.
Esta escala foi apresentada em 1742, pelo astrônomo sueco Anders Celsius (1701-1744). O intervalo entre os Pontos Fixos Fundamentais desta escala é dividido em 100 partes iguais, cada um valendo 1 °C (um grau Celsius). O primeiro ponto fixo fundamental, chamado de ponto de fusão do gelo a 1 atm, corresponde ao valor de 0 °C e o segundo ponto fixo fundamental, chamado de ponto de ebulição da água a 1 atm, corresponde ao valor de 100 °C.

### Escala Fahrenheit
Escala Fahrenheit- É uma escala utilizada nos países de língua inglesa.
Esta escala foi apresentada em 1727, pelo físico alemão Gabriel Daniel Fahrenheit (1686-1736). O intervalo entre os pontos fixos fundamentais desta escala é dividido em 180 partes iguais. O ponto de fusão do gelo corresponde a 32 °F (trinta e dois graus Fahrenheit) e o ponto de ebulição da água corresponde a 212 °F (ambos a pressão de 1 atm).
- 0°C = 32°F
- 100°C = 212°F

### Escala Kelvin
Escala Kelvin - é conhecida como escala absoluta, usada no meio científico.
Esta escala foi inventada pelo engenheiro, matemático e físico irlandês William Thomson, mais conhecido como Lorde Kelvin (1824-1907). Nesta escala, o ponto de fusão do gelo corresponde a 273 K (duzentos e setenta e três kelvins) e o ponto de ebulição da água corresponde a 373 K (ambos a pressão de 1 atm). A escala Kelvin não apresenta a notação em graus. 
Esta escala é absoluta porque sua origem (0 K) corresponde à menor temperatura que pode existir (zero absoluto). Uma vez que a temperatura está relacionada com o grau de agitação das moléculas, o zero absoluto seria o valor de temperatura de um corpo que não possuísse nenhuma agitação molecular. 
- -273,15°C = 0K
- 0°C = 273,15K
- 100°C = 373,15K

## Conversão de escalas
Celsius para Fahrenheit:
C = 5/9* (F – 32)
Celsius para Kelvin : K = 273 + C
Onde C corresponde à temperatura em graus Celsius, F corresponde à temperatura em graus Fahrenheit e K corresponde à temperatura em Kelvin.